# آکائو کیوتسونا
آکائو کیوتسونا (به ژاپنی: 赤尾 清綱 Akao Kiyotsuna) (۱۵۱۴ – ۱ سپتامبر، ۱۵۷۳) یک سامورایی در دوره سنگوکو بود. او در خدمت خاندان آزای در ولایت اومی بود. او به همراه کایهو تسوناچیکا و آمه‌موری یاهی سه ژنرال آزای (به ژاپنی: 浅井三将 Azai-sanshō) خوانده می‌شوند.